# دييغو سوزا (لاعب كرة قدم مواليد 1984)
دييغو سوزا (بالبرتغالية: Diego de Souza Gama Silva) (22 مارس 1984 في ساو باولو في البرازيل – )؛ هو لاعب كرة قدم كان يلعب كلاعب وسط.

## وصلات خارجية
- دييغو سوزا (1984) على موقع رابطة كرة القدم اليابانية للمحترفين (اليابانية)
- دييغو سوزا (1984) على موقع قاعدة بيانات كرة القدم.إي يو (الإنجليزية)
- دييغو سوزا (1984) على موقع Soccerway.com (الإنجليزية)
- دييغو سوزا (1984) على موقع عالم كرة القدم.نت (الإنجليزية)